# Bugarštica
Bugarštica ili bugaršćica ↓n2 vrsta je najstarije zapisane hrvatske usmenoknjiževne pripovjedne pjesme koji teži baladnomu uobličenju.

## Etimologija
Izraz bugaršćica i bugaršćina za pjesmu i glagol bugariti za pjevanje prvi je put zabilježio Petar Hektorović u 1550-ima i objavio dva osobito poznata zapisa bugarštica u svojem djelu Ribanje i ribarsko prigovaranje iz 1568. godine koje je skupio od hvarskih ribara. Juraj Baraković zabilježio je naziv bugarskice, dok je Ivan Gundulić zabilježio bugarkinje. U Središnjoj Hrvatskoj nekada su zabilježene pod nazivom popijevka ili popevka. Naziv bugarštica izmišljen je u 19. stoljeću jer hrvatski standardni jezik nema glas šć. Od 1980-ih u znanstvenoj literaturi rabi se i naziv bugaršćica jer je on prigodniji povijesnom kontekstu.
Podrijetlo i etimologija bugarštice su nepoznate. Postoji nekoliko teorija o podrijetlu bugarštice:
- Znanstvenici kao što su Vatroslav Jagić, Tomo Maretić i Matija Murko tvrde da naziv potječe od korijena bugar (Bugarin), ukazujući na smjer širenja bugarštice iz područja današnje Bugarske i Srbije prema Jadranskome moru.[6] Druga imena poput pjesan bugarska, koja znanstvenici tumače kao "bugarska pjesma"[7] i sarpskim načinom, tj. "srpskim načinom"[8], dana su tim pjesmama.[9]

- Znanstvenici poput Ivana Slamniga, Ilije Goleniščeva-Kutuzova, Pantelije Srećkovića[10] i Nade Milošević-Đorđević tvrde da naziv dolazi od latinskoga vulgaricus, lingua vulgaris (narodni, pučki jezik) ili carmen vulgare (narodna pjesma), označavajući balade pjevane na slavenskim jezicima, za razliku od onih na latinskome jeziku. Promjena v u b možda se dogodila kao rezultat folklorne etimologije, asocirajući vulgare sa sličnim slavenskim korijenom bugar. Slaming također ukazuje na činjenicu da se vulgare alternativno zapisivalo kao bulgare, kada je označavalo slavenske jezike jadranske obale.[11]

- Prema trećoj teoriji koju podržavaju Đuro Daničić, Vladan Nedić, Miroslav Pantić i Josip Kekez naziv potječe od glagola bugariti, koji znači "tužno pjevati" i vjerojatno dolazi od latinskih glagola bucculare i boccalone, koji znače "početi pjevati" i "vikati, jecati".[11] Glagol "bugariti" također je bio prisutan u Istri i na Cresu, gdje je značio "glasno ili monotono pjevanje".[12]

- Baltazar Bogišić i Petar Skok predlažu vezu s albanskim, cincarskim, turskim i južnoslavenskim instrumentima bulgari i bugarijom (tamburicom), no ne postoje dokazi da su se bugarštice ikada pjevale uz glazbenu pratnju.[13]

## Podrijetlo
O podrijetlu bugarštice postoji nekoliko teorija:
- Od 19. stoljeća neki znanstvenici raspravljali su o djelomičnom (Vatroslav Jagić, Baltazar Bogišić) ili potpunom (Asmus Soerensen) dolasku bugarštice iz današnje Srbije, mađarskog područja (Srijem) ili s područja uz današnju bugarsko-srpsku granicu, u područje uz obalu Jadranskoga mora. Ta teorija temelji se na povijesnim događajima na kojima se često temelje radnje bugarštica.[14] Tu teoriju uglavnom podržavaju srpski znanstvenici poput Pavla Popovića i Nade Milošević-Đorđević. Na sličan je način srpski povjesničar književnosti Miroslav Pantić, koji je prepoznao, preveo i 1977. godine objavio najstariju poznatu bugaršticu koja potječe iz 1497. u Južnoj Italiji,[15] opisao tu bugaršticu kao srpsku pjesmu te je raspravljao da su njezini izvođači došli iz Srpske despotovine.[16][17] No jezikoslovna, onomastička i povijesna analiza hrvatskoga jezikoslovca Petra Šimunovića (1984.) odbacila je Pantićevu tvrdnju da je jezik bugarštice bio srpski, došavši do zaključka da je zapravo bio štokavsko-čakavskoga narječja uz ikavski govor, identičan govoru moliških Hrvata, čime bi se podrijetlo bugarštice stavljalo u područje uz rijeke Cetinu i Neretvu u Dalmaciji.[18][17] Ta teorija ima manjak dokaza koji bi podržali ideju da su se bugarštice pjevale toliko sjeverno.[19]

- Istodobno su Vatroslav Jagić, Baltazar Bogišić, Franc Miklošič, Ilija Goleniščev-Kutuzov, Josip Kekez, Petar Šimunović i drugi raspravljali o djelomičnom ili potpunom južnohrvatskom podrijetlu iz Dalmacije i Bosne i Hercegovine na bivšim govornim područjima čakavskoga narječja s tragovima kajkavskoga narječja i novoštokavskoga ikavskoga dijalekta.[20][21] Jagić je razmišljao o mogućnosti da su izrazi ugrski, Ugrin i Ugričić, koji se mogu naći pogotovo u dubrovačkom i bokakotorskom području, bili česti politički pridjevi za sve heroje koji su se borili protiv Osmanlija.[22]

- Makedonski etnograf Krste Petkov Misirkov je u ranom 20. stoljeću raspravljao da je stil pjesama nastao kao rezultat bugarskoga glazbenoga utjecaja na hrvatsko i srpsko pjesništvo tijekom Srednjeg Vijeka.[23] Ovu hipotezu je teško potvrditi, pošto nema zapisa bugarskih srednjovjekovnih pjesama.[7] Maurice Bowra je raspravljao da je šesnaesterac bugarštice bio bugarskoga podrijetla jer su Bugari koristili osmerac, a osmerac može činiti polovicu šesnaesterca.[24]

- Zbog feudalnih likova i tradicija, neki su znanstvenici raspravljali da je podrijetlo bugarštice plemićko, a ne pučko.[25]

- Maja Bošković-Stulli je u sintezi iz 2004. godine zaključila da je pretežito područje podrijetla bilo na jugu kraj obale Jadranskoga mora sa stilom djelomično raspoznatljivim s onima na natpisima sa stećaka, s utjecajem latinskog baladnog pjesništva sa sadržajem iz latinskih i mađarskih povijesnih kronika.[26]

## Povijest
Bugarštica se smatra kao dio starijega sloja južnoslavenske usmene književnosti koja je postojala od najvjerojatnije prije 14. stoljeća, sve do 18. stoljeća. Prvi zapis neke bugarštice zabilježio je 1497. godine talijanski pjesnik Rogeri de Pacienza di Nardò u svojem djelu Lo Balzino, On je bio prisutan tijekom izvedbe jedne bugarštice koju je nakon kola izvodilo trideset Slavena koji su se naselili u mjestu Gioia del Colle. Bugarštica je izvedena u čast kraljice Izabele od Balza. Pjesma je govorila o zatvorenju mađarskog vojvode Janka Hunjadija. Njega je zarobio Đurađ Branković 1448. godine u Smederevskoj utvrdi.
Između 16. stoljeća i 18. stoljeća prikupljane su iskljućivo u Dalmaciji, Boka kotorskoj te Središnjoj Hrvatskoj.  Njihov prvi skupljač, Petar Hektorović, objavio je dva osobito poznata zapisa u svojem djelu Ribanje i ribarsko prigovaranje. Zabilježio je da ih pjevaju ribari Paskoj i Nikola kako bi si kratili vrijeme prilikom veslanja. Petar Hektorović je pisao Mikši Pelegrinoviću kako su ovakve pjesme česte, te da postoji drugi i stariji način pjevanja tih pjesmi. Hektorović je čak i smatrao da su ribari naučili te pjesme od nekoga drugog. Drugi pjesnici i svećenici kao što su: Juraj Baraković, Juraj Križanić, Petar Zrinski, Nikola Ohumućević, Đuro Matijašević, Julije Balović, Andrija Zmajević, Josip Betondić i drugi su ih također prikupljali. Objavili su ih u kasnom 19. stoljeću Franc Miklošič, Alexander Hilferding i u potpunosti Baltazar Bogišić u Narodne pjesme iz starijih, najviše primorskih zapisa (1878.) i to sveukupno oko 85 bugarštica. S 19. stoljeća bugarštice iščezavaju, tako da ih više nije moguće susresti u izvedbi. Pretpostavlja se da su popustile pred prevlašću epskih deseteračkih pjesama.

## Karakteristike

### Stih
Stih bugarštica dugačak je i anizosilabičan, no najčešće ima 15 ili 16 slogova. Snažna cezura smještena je uglavnom iza sedmog ili osmog sloga. Stihovi bugarštice katkad imaju i priložak, dodatak najčešće od 6 slogova. Za popunjavanje svojega dugog stiha bugarštica se koristi karakterističnim postupcima, poput udvostručivanja pridjeva i prijedloga ili uporabe umanjenica.

### Tema
Iako zaokupljene epskom, junačkom tematikom – kršćansko-turskim sukobima, zbivanjima iz ugarske, srpske, bosanske i hrvatske povijesti, mjesnim (peraštanskim) događajima – bugarštice su sklone strukturnim značajkama baladne vrste. Na formalnoj razini gotovo svaka, bar u nekoj mjeri, pokazuje temeljnu odliku baladnih tekstova – sažeto pripovijedanje. Od pripovjednih i stilskih baladnih postupaka bugarštica primjenjuje neutralne oblike pripovijedanja, nagao započetak radnje, dijalogiziranje i dodatno, gradirano ponavljanje (za razliku od epskoga, koje je istovjetno). Premda se u njoj pojavljuju tipični epski junaci – Kraljević Marko, Miloš Kobilić, Sibinjanin Janko, Sekula i dr. – bugarštica se često usredotočuje na promatrače i postranične sudionike junačkoga sukoba, izbjegavajući njegov središnji prostor. Junačka je tematika, tako, potisnuta u pozadinu, a u prvom je planu istaknut pojedinačni doživljaj ili ljudska interakcija. Na sadržajnoj razini baladno je u bugaršticama zastupljeno motivima iz kruga obiteljskih odnosa, pojedinačnim sudbinama, čuvstvenim očitovanjima u različitim oblicima međuljudskog djelovanja. Bugarštica, također, često prikazuje pojedinosti iz feudalnoga dvorskog života.

## Primjer
Dva mi sta siromaha dugo vrime drugovala,

   lipo ti sta drugovala i lipo se dragovala,

   lipo plinke dilila i lipo se razdiljala,

   i razdiliv se opet se sazivala.

Već mi nigda zarobiše tri junačke dobre konje,

                                                  dva siromaha

   tere sta dva konjica mnogo lipo razdilila.

O tretjega ne mogoše junaci se pogoditi,

    negli su se razgnjivala i mnogo se sapsovala.

    Ono to mi ne bihu, družino, dva siromaha,

    da jedno mi biše vitez Marko Kraljeviću,

vitez Marko Kraljeviću i brajen mu Andrijašu,

                                                  mladi vitezi.

    Tuj si Marko potarže svitlu sablju pozlaćenu

i udari Andrijaša brajena u sardašce.

On mi ranjen prionu za njegovu desnu ruku

   tere knezu Marku po tihora besijaše:

   Jeda mi te mogu, mili brate, umoliti,

nemoj to mi vaditi sabljice iz sardašca,

                                                  mili brajene,

dokle ti ne naručam do dvi i do tri beside.

Kada dojdeš, kneže Marko, k našoj majci junačkoj,

   nemoj to joj, ja te molim, kriva dila učiniti,

   i moj dil ćeš podati, kneže Marko, našoj majci,

   zašto si ga nigdar veće ođ mene ne dočeka.

Ako li te bude mila majka uprašati,

                                                  viteže Marko:

    Što mi ti je, sinko, sabljica sva karvava?,

nemoj to joj, mili brate, sve istinu kazovati

    ni na ju majku nikako zlovoljiti,

da reci to ovako našoj majci junačkoj:

Susrite me, mila majko, jedan tihi jelenčac,

koji mi se ne hti s drumka ukloniti,

                                                  junačka majko,

  ni on meni, mila majko, ni ja njemu.

I tuj stavši potargoh moju sablju junačku

  i udarih tihoga jelenka u sardašce,

  i kada ja pogledah onoga tiha jelenka,

  gdi se htiše na drumku s dušicom razdiliti,

vide mi ga milo biše kako mojega brajena,

                                                  tihoga jelenka,

  i da bi mi na povrate, ne bih ti ga zagubio.

I kada te jošće bude naju majka uprašati:

  Da gdi ti je, kneže Marko, tvoj brajen Andrijašu?,

  ne reci mi našoj majoi istine po ništore;

  ostao je, reci, junak, mila majko, u tujoj zemlji,

iz koje se ne može od milin’ja odiliti

                                                  Andrijašu;

  onde mi je obljubio jednu gizdavu devojku.

I odkle je junak tuj devojku obljubio,

  nikad veće nije pošal sa mnome vojevati,

  i sa mnome nije veće ni plinka razdilio.

  Ona t’ mu je dala mnoga bil’ja nepoznana

i onoga vinca junaku od zabitja,

                                                  gizdava devojka.

  Li uskori mu se hoćeš, mila majko, nadi jati

A kad na te napadu gusari u camoj gori,

  nemoj to se prid njimi, mili brate, pripadnuti,

  da iz glasa poklikni brajena Andrijaša.

  Bud da me ćeš zarnan, brate, pri potrihi kliikovati,

kada mi te začuju moje ime klikujući

                                                  kleti gusari,

  taj čas će se od tebe junaci razbignuti,

kako su se vasdakrat, brajene, razbigovali,

  kada su te začuli moje ime klikovati;

  a neka da ti vidi tvoja ljuibima družina,

  koji me si tvoga brata brez krivine zagubio!

Vesel budi, gospodaru, i vesela ti družina,

                                                  naš gospodaru,

   ova pisan da bude tvoj milosti na počten’je!

## Napomene
1. ↑n1 "Botica ističe da je „sarpski način“, koji se navodi u djelu, samo intonacijska kategorija, a ne pripadonosna oznaka."[40]
2. ↑n2 Književni leksikon Tvrtka Čubelića navodi za bugaršticu i nazive: bugarica, bugarkinja, pievalicca, pojka, začinka, začinjavica, zapojnica.[41]